# List świąteczny

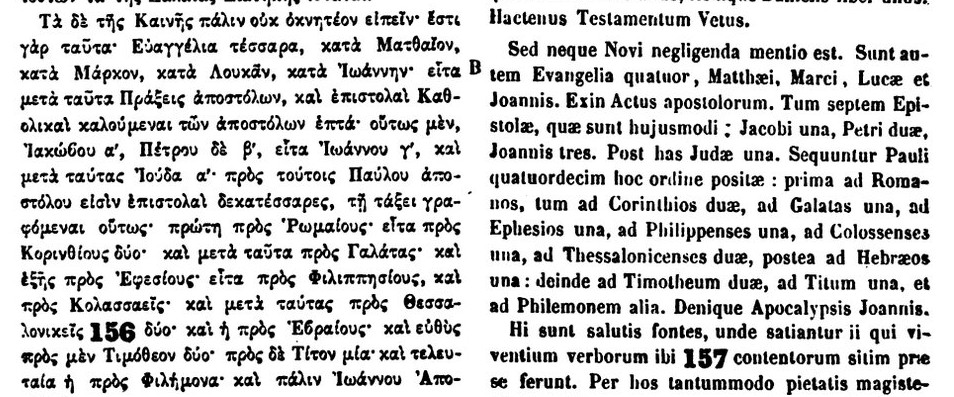
List św. Atanazego z wyliczeniem ksiąg kanonu Nowego Testamentu. Wydanie w Patrologia Graeca z 1857 roku.

List świąteczny (Ἐπιστολή ἑορταστικέ), także List paschalny, List wielkanocny lub Lista Atanazego – list Atanazego z Aleksandrii z 367 roku, skierowany do biskupów i klasztorów, zawierający listę ksiąg Starego Testamentu zgodną z kanonem hebrajskim oraz najstarszą znaną, pełną listę kanonicznych ksiąg Nowego Testamentu.

## Okoliczności napisania
Atanazy z Aleksandrii (ur. ok. 295, zm. 2 maja 373) był jednym z najbardziej wpływowych teologów swoich czasów, wykształconym prawdopodobnie w szkole katechetycznej ojczystego miasta. Wziął udział w soborze nicejskim jako diakon i asystent biskupa Aleksandra. Tam zdobył autorytet i szacunek dzięki polemikom z arianami. W roku 328 został następcą Aleksandra na biskupstwie jednej z największych i najważniejszych prowincji w Cesarstwie Rzymskim, niekwestionowanym autorytetem dla zwolenników ortodoksji nicejskiej. Był ceniony i w kościele greckim, i łacińskim. Te okoliczności spowodowały, że jego głosu w sprawie ustalenia kanonu Pisma Świętego wysłuchano z wielką uwagą i na Wschodzie, i na Zachodzie.
Jak nakazywała tradycja kościoła aleksandryjskiego, po uroczystościach Trzech Króli z roku 367, Atanazy wystosował do kościołów i klasztorów egipskich, pozostających pod jego jurysdykcją, tzw. List świąteczny (Ἐπιστολή ἑορταστικέ), w którym informował o dacie Wielkanocy, obliczonej przez aleksandryjskich uczonych. Był to już jego trzydziesty dziewiąty list rozsyłany z tej okazji. Można przypuszczać, że list Atanazego został rozesłany do kościołów egipskich także w języku koptyjskim, bo jego skrócony odpis zachował się w zbiorze zwanym Osiemdziesięcioma Pięcioma Apostolskimi Kanonami.
Zgodnie z od wieków ustalonym już zwyczajem, Atanazy wysłał list również do wielu kościołów zachodnich (łacińskich) oraz wschodnich (greckich), które tradycyjnie polegały na egipskich obliczeniach w sprawie daty Wielkanocy. List otrzymali między innymi biskupi Rzymu i Antiochii.

## Zawartość
List obok tradycyjnych pozdrowień, rozważań moralnych i doktrynalnych, oraz wyznaczenia dat początku wielkiego postu i Wielkanocy, zawierał pouczenie w sprawie kanonu Pisma Świętego. Najważniejszym okazał się fragment poświęcony Nowemu Testamentowi:
(...) Ponieważ heretycy cytują apokryfy, które to zło było rozpowszechnione już wtedy, kiedy św. Łukasz napisał ewangelię, dlatego też uznałem za słuszne, aby wykazać wyraźnie, które księgi przyjęliśmy przez tradycję jako kanoniczne, o których wierzymy, iż pochodzą od Boga. Stary Testament zawiera bowiem razem dwadzieścia dwie księgi: Rodzaju, Wyjścia, Kapłańską, Liczb, Powtórzonego Prawa. Następnie Księgę Jozuego, Sędziów i Rut, cztery księgi Królewskie liczone jako dwie. Następnie dwie Księgi Kronik liczone jako jedna. Następnie Pierwsza i Druga Ezdrasza [tj. Ezdrasza i Nehemiasza]. Następnie Psalmy, Księga Przypowieści, Kaznodziei i Pieśń nad pieśniami. Po nich Księga Joba, Dwunastu Proroków, liczonych jako jedna księga. Następnie Księga Izajasza, Jeremiasza razem z listem Barucha, Lamentacje, Ezechiela i Daniela. (...) Nie jest rzeczą uciążliwą mówić o księgach Nowego Testamentu. Są to cztery Ewangelie: według Mateusza, Marka, Łukasza i Jana. Po nich Dzieje Apostolskie i siedem Listów (zwanych powszechnymi), mianowicie jeden Jakuba, dwa Piotra; trzy Jana; po nich jeden Judy. Ponadto jest czternaście Listów Pawła, pisanych w takim porządku. Pierwszy do Rzymian, następnie dwa do Koryntian; po nich do Galacjan; następnie do Efezjan; następnie do Filipian; następnie do Kolosan; po nich dwa do Tessaloniczan, oraz ten do Hebrajczyków; i znowu dwa do Tymoteusza; jeden do Tytusa; i na koniec do Filemona. A poza tym Objawienie Jana. Te są fontannami zbawienia, aby każdy, kto pragnie, mógł się nasycić elokwencją, jaka w nich jest. Jedynie w nich zawarta jest doktryna pobożności. Nich nikt nic do nich nie dodaje ani od nich odejmuje. To właśnie odnośnie nich zawstydził Pan saduceuszy, mówiąc: „Błądzicie, nie znając Pisma”, oraz zganił Żydów, mówiąc: „Badajcie Pismo, gdyż ono świadczy o Mnie” (...).
Atanazy posłużył się greckim słowem „kanon” (κανών) na wyliczenie ksiąg Starego i Nowego Testamentu. Księgi, które powinny znaleźć się w zbiorze Pism Świętego, określił terminem ksiąg kanonicznych (βιβλία κανονιζόμενα), przeciwstawiając im apokryfy (ἀπόκρυφα).

## Znaczenie

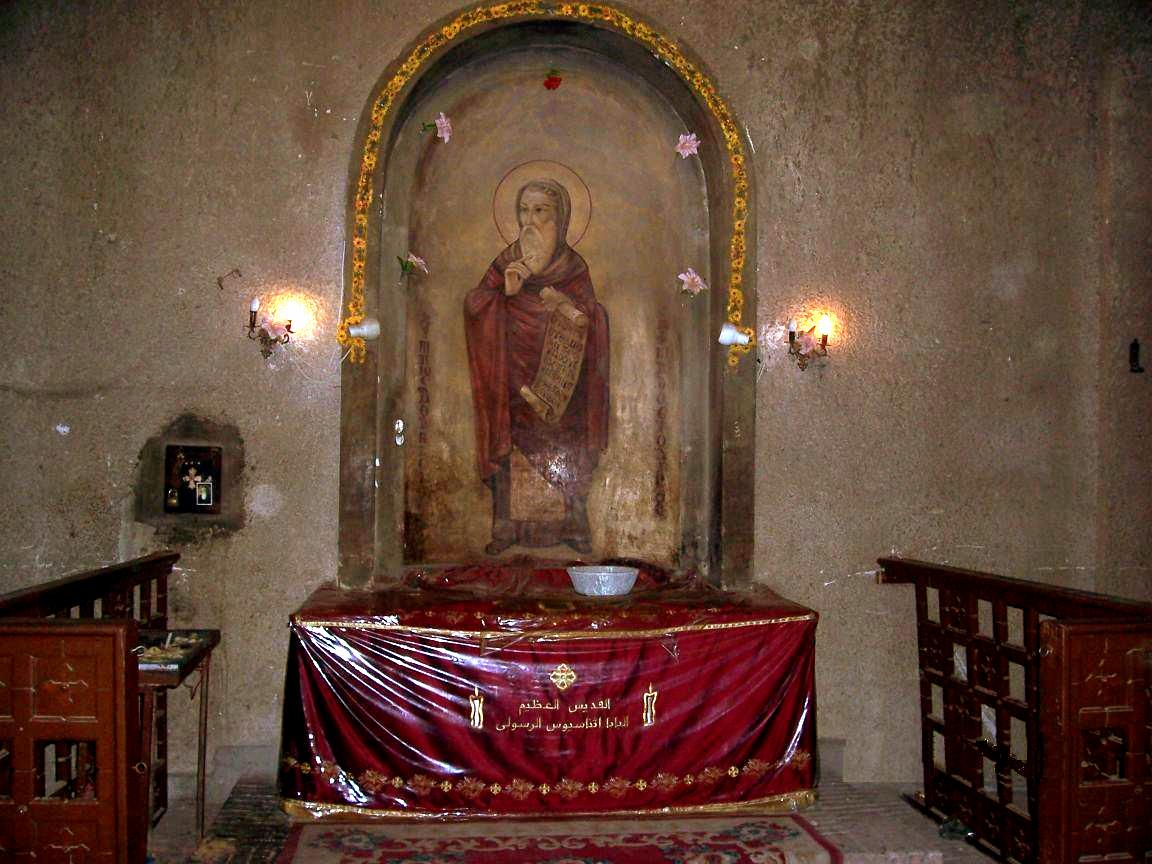
Relikwie św. Atanazego w katedrze św. Marka w Kairze.

List Atanazego otrzymali między innymi biskupi Rzymu i Kartaginy, którzy na tej podstawie podnieśli sprawę kanonu na synodach. Kościół rzymski zatwierdził listę Atanazego na synodzie w roku 382. Nieco później zrobiły to kościoły afrykańskie – na synodach w Kartaginie w 390 roku i Hipponie w 393 roku. Dyskusje na Zachodzie w zasadzie zamknęło stanowisko Augustyna, który w drugiej księdze dzieła O nauce chrześcijańskiej (łac. De doctrina christiana), ukończonej w 426 roku, przytoczył w nieco zmienionej kolejności listę Atanazego i uznał ją za kanoniczną.
W Kościele Wschodnim długo nie uważano sprawy kanonu Nowego Testamentu za problem wymagający jednoznacznego wyjaśnienia. Sobór in Trullo z lat 691 i 692 zatwierdził kanon synodu z Kartaginy z listą Atanazego, ale jednocześnie kanon synodu z Laodycei, który do Nowego Testamentu zaliczył Listy Klemensa. W X wieku używano na Wschodzie co najmniej sześciu list ksiąg Nowego Testamentu. Lista Atanazego została przyjęta jako jedyna obowiązująca dopiero w XII–XIII wieku.
Powszechnie przyjęła się w następnych wiekach terminologia Atanazego, na podstawie której sformułowano termin „kanon Nowego Testamentu”. Zaproponowany przez niego kanon ksiąg Starego Testamentu obowiązuje w Kościołach protestanckich, a ksiąg Nowego Testamentu w Kościołach katolickim, prawosławnych i protestanckich.